# Olivia Lewis
Olivia Lewis, född 18 oktober 1978, är en maltesisk sångerska. Hon började sjunga redan som barn och blandar idag sin repertoar med pop, jazz och soul. 
Lewis har medverkat elva gånger i följd i den maltesiska uttagningen till Eurovision Song Contest.
Med sitt elfte framträdande, Vertigo, vann hon tävlingen och fick representera Malta i 2007 års tävling i Helsingfors. Hon lyckades dock inte ta sig till final och slutade på 25:e plats (av 28 länder) i semifinalen med 15 poäng.

## Bidrag i Malta Song for Europe
| År   | Placering | Låt                      | Övrigt                 |
| ---- | --------- | ------------------------ | ---------------------- |
| 1997 | 7:a       | Falling (for your love)  | duett med Marvic Lewis |
| 1998 | 15:e      | You're The One           |                        |
| 1999 | 7:a       | Autumn Of My Love        |                        |
| 2000 | 5:a       | Only For You             |                        |
|      | 9:a       | I Wanna Love You         |                        |
| 2001 | 7:a       | Love Will See Me Through |                        |
|      | 10:a      | Hold Me Now              |                        |
| 2002 | 11:a      | Give Me Wings            |                        |
| 2003 | 6:a       | Starting Over            | feat. IQ's Verse-One   |
| 2004 | 2:a       | Take A Look              |                        |
| 2005 | 2:a       | Deja Vu                  |                        |
| 2006 | 2:a       | Spare A Moment           |                        |
| 2007 | 1:a       | Vertigo                  |                        |